# إديث كامينغز
إديث كامينغز (بالإنجليزية: Edith Cummings) هي نجمة اجتماعية أمريكية، ولدت في 26 مارس 1899، وتوفيت في 1984.